# Jon Casey
Jonathon James "Jon" Casey, född 29 mars 1962, är en amerikansk före detta professionell ishockeymålvakt som tillbringade tolv säsonger i den nordamerikanska ishockeyligan National Hockey League (NHL), där han spelade för Minnesota North Stars, Boston Bruins och St. Louis Blues. Han släppte in i genomsnitt 3,22 mål per match och höll nollan (inte släppt in ett mål under en match) 16 gånger på 425 grundspelsmatcher.
Casey spelade också för Baltimore Skipjacks, Springfield Indians och Worcester Icecats i American Hockey League (AHL); Indianapolis Checkers, Kalamazoo Wings och Peoria Rivermen i International Hockey League (IHL) och North Dakota Fighting Sioux i National Collegiate Athletic Association (NCAA).
Han blev aldrig NHL-draftad.